# Taboo (personaggio)
(Frase ricorrente di Backlash rivolto a Taboo)
Taboo, il cui vero nome è Amanda Reed, è un personaggio dei fumetti WildStorm creato da Brett Booth e Sean Ruffne. La prima apparizione del personaggio avvenne in Backlash n. 1, sebbene inizialmente il suo ruolo fosse pensato dagli autori come secondario, il carisma e la simpatia del personaggio la portarono a diventare in breve comprimaria della serie ed il principale interesse sentimentale del protagonista, Marc Slayton.

## Personalità
Nonostante le apparenze Amanda è una donna molto dolce e sensibile con una spiccata femminilità che la porta ad assumere atteggiamenti spesso molto protettivi ed amorevoli per le persone che le sono vicine. In particolare è molto gentile coi bambini, cosa che la rende una matrigna naturale per Jodi, tale atteggiamento è derivato probabilmente dal fatto che la sua infanzia le sia stata rubata e perciò sa molto bene quanto un bambino possa soffrire.
I traumi subiti le permettono di avere una naturale umanità nai confronti di chi soffre e proprio per questo non le riesce mai facile uccidere qualcuno e tenta sempre di trovare una strada alternativa. Fa sempre tutto ciò che può per difendere chi ne ha bisogno ed è sempre disponibile a tendere una mano.
Una sua caratteristica è l'arguzia e il forte spirito critico che la mettono spesso nella posizione di infastidire le persone con cui parla; lo stesso Backlash all'inizio non la sopportava poiché la riteneva una "fastidiosa boccaccia del Queens". Per certi versi Amanda è quasi logorroica e a tratti puntigliosa, ma risulta sempre parecchio brillante nei suoi commenti sarcastici e decisamente sagace e deduttiva. Riesce costantemente a sbugiardare chi tenta di mentirle con una facilità impressionante ed è sempre molto critica nei confronti degli atteggiamenti da "macho" assunti volutamente da Marc. Caratteristica importante è che non fa mai nulla di tutto ciò con cattiveria ma sempre col sorriso sulle labbra, cosa che la rese subito molto simpatica ai lettori.
Taboo è di natura mite, in lei manca completamente l'intenzione di offendere qualcuno e, ogni qual volta che capita si dispiace degli involontari affronti arrecati agli altri.
La sua tendenza all'essere prolissa è spesso presa in giro dagli altri personaggi che la definiscono "insopportabile chiacchierona" e dagli autori stessi che in più di un'occasione la mostrano parlare da sola o con oggetti inanimati, spesso inscenando dei veri e propri dialoghi dandosi delle risposte per conto dei suddetti oggetti. Slayton in un'occasione l'ha descritta dicendo:
È una persona disinibita e vivace, soprattutto nei rapporti con l'altro sesso. A causa della sua esuberanza spesso si mette nei guai e viene trascinata in situazioni pericolose; essendo sempre consapevole del pericolo quando vi si imbatte può essere considerata immatura per la recidività con la quale vi cade, ma è sempre pronta ad ammettere le proprie colpe e chiedere scusa.
Amanda va molto fiera dei suoi capelli rossi e del suo taglio arruffato, che sfoggia con orgoglio fino al periodo di collaborazione col Dipartimento PSI, quando li farà cresce lunghi fin'oltre le spalle.
A simbiosi attiva Taboo soffre di un incontrollato desiderio di sangue che la porta a mordere i suoi avversari, anche in forma umana capita che ogni tanto la vista del sangue le provochi eccitazione risvegliando il simbionte contro il suo volere, ma riesce ogni volta a controllarsi dal commettere omicidi reprimendo gli istinti lussuriosi.

## Biografia del personaggio

### Origini
Dell'infanzia dei Amanda Reed non si conosce nulla, non ci sono parenti noti o luoghi importanti del suo passato; si sa solo che nacque nel 1973 nel Queens (New York) in una famiglia estremamente povera. Pare che sua madre morì di stenti quando lei era ancora giovane e che suo padre la picchiava e la violentò a dodici anni facendole perdere la verginità. Questo fatto traumatizzò la ragazza, che a sedici anni fuggì di casa e divenne una prostituta. Vivendo per strada fu un giorno avvicinata da un'organizzazione Daemonita nota come la Cabala. Amanda, sola e disperata accettò le attenzioni dei criminali e divenne una di loro per riuscire a sopravvivere; quindi venne esposta a un simbionte vampirico, che si legò permanentemente con lei. È allora che nacque Taboo.
Tuttavia nonostante il tempo trascorso con Cabala e le violenze subite durante la sua vita, Amanda non riuscì mai a divenire la criminale spietata che desideravano i membri dell'organizzazione e, stanca di quel modo di vivere, decise di abbandonare il gruppo. Sfortunatamente lei e il simbionte erano ormai un tutt'uno e non avrebbe più potuto separarsi o essere separata da lui e perciò i Deamoniti non potevano permettere che girasse liberamente, dunque la incastrarono e la fecero accusare di omicidio; fu quindi arrestata ed imprigionata nel carcere di massima sicurezza per superumani situato nell'Artico, denominato Purgatorio.

### L'incontro con Backlash
Cinque anni dopo venne liberata dal colonnello Marc Slayton alias Backlash, il quale sperava di usare la sua conoscenza della Cabala per aiutare la sua ragazza, Diana Lasalle, che era stata mandata in stato comatoso dal Daemonite S'ryn.
La ragazza si infatuò immediatamente dell'uomo, il quale sebbene all'inizio la considerasse insopportabile a causa della sua arguzia finirà per ricambiare il sentimento della donna. Col proseguire della collaborazione i due diventano intimi.
Insieme rintracceranno e elimineranno S'ryn salvando così Diane. Per festeggiare lei e Marc decideranno di andare a bere qualcosa insieme e, nel darsi l'addio, finiscono per fare l'amore.
Il mattino seguente tuttavia Backlash, deve ritornare al suo dovere ed alla sua legittima fidanzata; cosa da cui Amanda sarà fortemente ingelosita. Col cuore infranto Taboo viene nuovamente imprigionata al Purgatorio ma, fortunatamente per lei, Marc deciderà di rimanerle accanto: lascerà Diane e diserterà Stormwatch per non doversi separare dalla donna amata.
I due da allora divengono latitanti ed incominciano una serie di avventure fianco a fianco, arrivando poi a formare una squadra con la figlia di lui: Jodi, per cui Amanda assume un ruolo quasi materno.
Durante questo periodo Taboo incontrato Lilitu, un vampiro femmina che le rivela le origini del suo simbionte: eoni fa il padre della sua razza, Calobis, si alleò con il potente Deamonita Lord Hellspont. Helspont avrebbe curato Calobis e il suo popolo dal vampirismo e in cambio Calobis avrebbe creato organismi di accoglienza ai Daemoniti. Helspont fallì, ma utilizzò campioni di tessuto di Calobis per creare un simbionte in grado di replicarne il potere. Lilitu cercò di resuscitare Calobis dal simbionte ma fallì poiché i simbionti creati da Helspont sono in realtà due e servono entrambi per resuscitarlo. Backlash soccorse Taboo e la salvò dalle ire di Lilitu appena in tempo.

### Dipartimento PSI
In seguito Amanda venne contattata dal Dipartimento PSI (Dipartimento americano Science Paranormal Investigations), il quale la informò che le era stata offerta la grazia in cambio della sua testimonianza contro la Cabala. Jodi, Mark e Amanda entrarono dunque a far parte del Dipartimento. A seguito della collaborazione il nome della donna risultò finalmente ripulito dai crimini di gioventù.
Il dipartimento PSI creò poi Wildcore, un gruppo di superumani per combattere la minaccia dell'alieno D'rahn. Backlash e Taboo ne divennero i leader e la donna diventò uno dei membri di spicco. Dopo la loro battaglia con D'Rahn, Taboo fu coinvolta in un secondo tentativo di far risorgere Calobis: Lilitu aveva infatti schiavizzato il proprietario dell'altro simbionte, Samael. I simbionti dei due entrarono in contatto e diedero inizio al rito per risorgere il signore dei vampiri, tuttavia con enorme sorpresa di Lilitu (la quale ne desiderava il potere) Calobois, rivelerà di non voler essere resuscitato ma solo di morire in pace, dunque infonderà tutti i suoi poteri dentro Taboo la quale diviene quindi più forte di Lilitu, che affronterà in una breve battaglia da cui esce vittoriosa e più potente che mai.
Tempo dopo, la squadra Wildcore viene inviata al Purgatorio per fermare l'Asse, un gruppo di supercriminali nazisti che ne avevano preso il controllo e avevano liberato i prigionieri. Durante la battaglia il centro salta in aria e tutta la squadra viene spazzata via, fortunatamente Backlash e Taboo vengono entrambi salvati da Evo, ex-membro dei Dv8.
In seguito a ciò Taboo si ritirerà dalle attività assieme al compagno Backlas, che nell'incidente ha perso la gamba sinistra, e non comparirà più fino a quando verranno fondate le nuove Operazioni Internazionali con Lynch come capo, Slayton suo secondo e Amanda ancora al suo fianco.

## Poteri e Abilità
Amanda anche senza l'utilizzo della tuta simbiotica è una donna parecchio atletica ed addestrata nel corpo a corpo, nelle tattiche di spionaggio, d'infiltrazione e nell'arte dello scasso. È molto più intelligente della norma e dispone di una spiccata astuzia con la quale riesce a raggirare gli avversari e sconfiggerli senza doverli combattere. Inoltre è parecchio bravea nell'adozione di risorse alternative alla lotta per uscire dalle situazioni spinose.
I poteri sovrannaturali di Amanda le sono conferiti dal simbionte vampirico cui è legata e che di norma dorme sopito nel suo corpo. Al suo volere Taboo è in grado però di risvegliare il simbionte e farlo emergere di modo da rivestire il suo intero corpo, con l'eccezione del viso e dei capelli. L'attivazione del simbionte blocca completamente il suo flusso sanguigno, il battito cardiaco e la respirazione, rendendola così immune alla stanchezza o al soffocamento e conferendole un colorito bianco.
Quando il simbionte si risveglia tuttavia ricopre solamente la pelle della donna e per emergere strappa completamente i vestiti da lei indossati, col risultato di lasciarla completamente nuda una volta riassunto l'aspetto naturale.
Le parti che costituiscono il simbionte nel dettaglio sono:
- Corazza bio-meccanica: la quale ricopre all'incirca il 90% del corpo, è composta da uno strato viola simile a velluto ed una sorta di esoscheletro nero che forma parastinchi, bracciali, guanti, stivali, spalline, corazza pettorale/dorsale e un elmo. È costellata di molteplici spuntoni ed è virtualmente impenetrabile da qualsiasi cosa; al suo interno Amanda vanta una resistenza, una forza ed una velocità superumane.
- Coda lanceolata: La coda si ricollega direttamente alla corazza dorsale e sembra una prosecuzione della spina dorsale terminante in una lancia. È prensile e all'occorrenza può essere utilizzata come una sorta di frusta. Possiede inoltre un sistema di adattamento all'ambiente circostante, cosa che la trasforma in una coda simile a quella di una sirena negli ambienti sottomarini. La coda è l'unica parte del simbionte non retrattile oltre alla corazza e scompare solo col ritorno alla forma umana.
- Artigli: Uno per ogni dito delle mani e due divisi nei piedi. Sono di colore nero e affilati come rasoi, a seconda della forza con cui si graffia qualcosa gli artigli possono tagliare con precisione o distruggere completamente l'obbiettivo. Come ogni parte del simbionte eccetto coda e corazza sono retrattili anche a simbiosi attiva.
- Ali: Un paio di ali simili a quelle dei chirotteri dalla struttura esterna nera e quella interna viola, permettono ad Amanda di volare percorrendo ampie distanze anche portando con sé dei passeggeri. Come ogni parte del simbionte eccetto coda e corazza sono retrattili anche a simbiosi attiva, difatti raramente Taboo le estrae in combattimento.
- Occhi: A simbiosi attivi gli occhi di Taboo vengono ricoperti da una sorta di lenti verdi che fanno apparire i suoi occhi fluorescenti e privi di pupille o iridi. Le lenti sono contornate da segni neri che si estendono sul viso e conferiscono ad Amanda capacità d'ipnosi. Come ogni parte del simbionte eccetto coda e corazza sono retrattili anche a simbiosi attiva, scoprendo i veri occhi di Amanda.
- Emettitore d'energia: Sistema posizionato sui palmi delle mani che le permette di generare scariche d'energia di colore verde; quando è attivo illumina i palmi di un'intensa luce verde intermittente. Come ogni parte del simbionte, eccetto coda e corazza, sono retrattili anche a simbiosi attiva.
- Fattore mutaforma: Sistema che permette ad Amanda di cambiare il proprio aspetto e quello della sua corazza a piacimento. Tale abilità può essere applicata anche sugli altri, toccando il viso di una persona Taboo può infatti diffondervi il suo simbionte e poi rimuoverlo col risultato di aver completamente modificato i connotati dell'individuo toccato. Tale effetto dura però solo per pochi istanti sia sugli altri che su sé stessa.

Taboo nella serie animata dei Wildcats

Nel periodo passato con Wildcore, Taboo assorbì anche il simbionte di Samael, e questo aumentò drasticamente la potenza del suo simbionte, modificandone leggermente anche la forma, che si presenta ora più ricco di spuntoni, dalle gambe caprine simili a un demone, le ali più grandi e un vistoso paio di corna sulla sommità dell'elmo.

## Altri media
- Taboo compare nell'ottavo episodio della serie animata La sfera del tempio orientale con un ruolo da antagonista ed un costume dal design molto semplificato e meno succinto. La scelta adottata in questa versione di renderla una criminale è derivata dal periodo di militanza con Cabala.